# Verwatering
Verwatering of kapitaalverwatering (Engels: dilution) is een economisch fenomeen dat optreedt zodra extra aandelen uitgegeven worden. Verwatering duidt op het feit dat de stijging in het aantal uitstaande aandelen voor huidige aandeelhouders tot gevolg heeft dat het (toekomstige) procentuele aandeelhouderschap in de emittent daalt. De stijging in het aantal uitstaande aandelen kan het resultaat zijn van een (beurs)kapitalisatie, het uitoefenen van aandelenopties door werknemers of door gebruik te maken van de conversieoptie van converteerbare aandelen.
Bij uitgifte van de aandelen wordt de emissieprijs per aandeel beneden de intrinsieke waarde per aandeel en/of beneden de beurswaarde van een aandeel vastgesteld. Voor de bestaande aandeelhouders treedt een vermindering van de waarde van de in bezit zijnde aandelen op. Deze term wordt ook gehanteerd teneinde aan te geven dat de winst per aandeel door de uitgifte van nieuwe aandelen zal dalen.